# فيك ماورو
فيك ماورو (بالإنجليزية: Vic Mauro)‏ هو لاعب دوري الرغبي أسترالي، ولد في 24 مارس 1987 في سيدني في أستراليا.